# محمود علوي
محمود علوي (مواليد 1954) وزير الاستخبارات (2013-إلى الآن) وعالم دين إيراني.

## نشأته وتعليمه
ولد علوي في لامرد، محافظة فارس، حصل على درجة الدكتوراه في فرع الفقة ومبادئ الحقوق الإسلامية من جامعة فردوسي في مشهد عام 1954 میلادي.

## العمل السياسي
علوي رجل دين وفقيه شيعي حيث نال درجة حجة الإسلام.
انتخب علوي نائباً عن لامرد في مجلس الشورى الإسلامي لدوراته الأولي والثانية والرابعة والخامسة. عين المرشد الأعلى علي خامنئي، علوي رئيسا لمؤسسة التوجيه العقائدي والسياسي للجيش خلال فترة 2000 إلى أغسطس 2009.
واختیر علوي نائباً عن أهالي طهران في مجلس خبراء القيادة وثم ترشح هو نفسه للانتخابات مجلس الشورى الإسلامي عام 2012 ولکن رفض مجلس صيانة الدستور طلب ترشيح علوي على أساس أنه لم يكن لديه «الالتزام العملي بالإسلام وبنظام».
عين حسن روحاني علوي لوزارة الإستخبارات في 4 أغسطس 2013 وهو ما تم بأغلبية 227 صوتا في 15 آب 2013.

### وجهات النظر
انتقد علوي رفض مجلس صيانة الدستور من طلب ترشيح هاشمي رفسنجاني للإنتخابات الإيرانية الرئاسية عام 2013.